# القرضي (ماهلية)

تعديل مصدري - تعديل

القرضي هي إحدى قرى عزلة القرش ال احمد بمديرية ماهلية التابعة لمحافظة مأرب، بلغ تعداد سكانها 69 نسمة حسب تعداد اليمن لعام 2004.